# Monumento a Salavat Yulaev

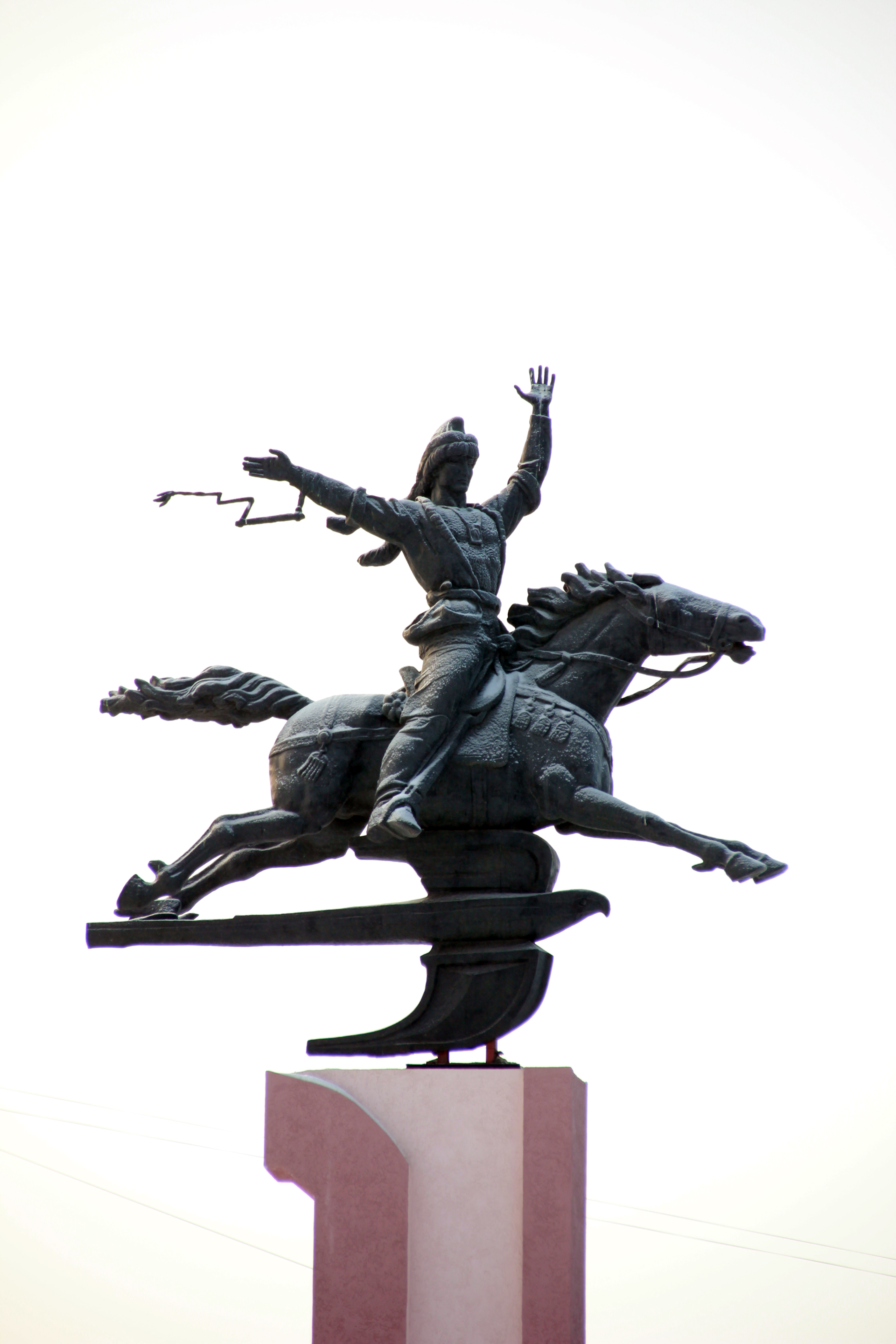
Monumento

Monumento a Salavat Yulayev é uma escultura do escultor soviético Soslanbek Tavasiev na cidade de Ufa, dedicada ao herói nacional do Bascortostão, Salavat Yulaev. 

## História
O monumento do escultor nacional, monumentalista e artista da Ossétia do Norte e do Bascortostão, Soslanbek Dafayevich Tavasiev, foi inaugurado em 17 de novembro de 1967, na margem alta do rio Belaya, em Ufa. 
O monumento a Salavat se tornou a marca registrada de Ufa, um tesouro nacional. A imagem do monumento está no brasão de armas do Bascortostão  . 
O monumento é único, pois com um peso de 40 toneladas, possui apenas três pontos de referência. A altura do monumento atinge 9,8 metros. 
O modelo do monumento, feito em tamanho real a partir de um bloco de gesso, foi concluído em 1963, discutido por especialistas em Moscou e adotado oficialmente pelo conselho do Ministério da Cultura da URSS. Então Tavasiev o levou para Ufa, onde foi instalada no saguão do Teatro de Ópera e Balé da República do Bascortostão.     
Em 1970, o monumento a Salavat Yulaev, Soslanbek Dafayevich Tavasiev recebeu o Prêmio do Estado da URSS .

## Composição
O monumento é uma escultura de Salavat Yulaev a cavalo. Na mão direita, Salavat segura um chicote e um sabre é montado no lado esquerdo. O monumento é feito de ferro fundido de bronze. O pedestal é feito de concreto armado, forrado com lajes de granito. 
A área ao redor do monumento está alinhada com placas coloridas e ajardinada. O monumento é rodeado de barras de metal.

## Acontecimentos
- O monumento é um local de peregrinação para turistas. Da rocha sobre a qual está o monumento, tem vista para o rio Belaya e a natureza circundante.
- O monumento é uma das sete maravilhas do Bascortostão .
- O modelo do monumento, feito de gesso, ficou por muito tempo na igreja abandonada da vila de Akhtyrka, distrito de Sergiev Posad, região de Moscou, local onde o escultor S. D. Tavasiev escupiu o monumento. Nos anos 70 excursões foram organizadas para ele. Nos anos 90 a igreja foi restaurada.[2]

## Literatura
- Yuri ERGIN - Voando sobre a Agidel. Monumento a Salavat Yulaev em Ufa (1941-1967) // Vatandash. No. 6. - S. 171-206